# Vicovaro
Vicovaro est une commune de la ville métropolitaine de Rome Capitale, dans la région Latium, en Italie.

## Géographie

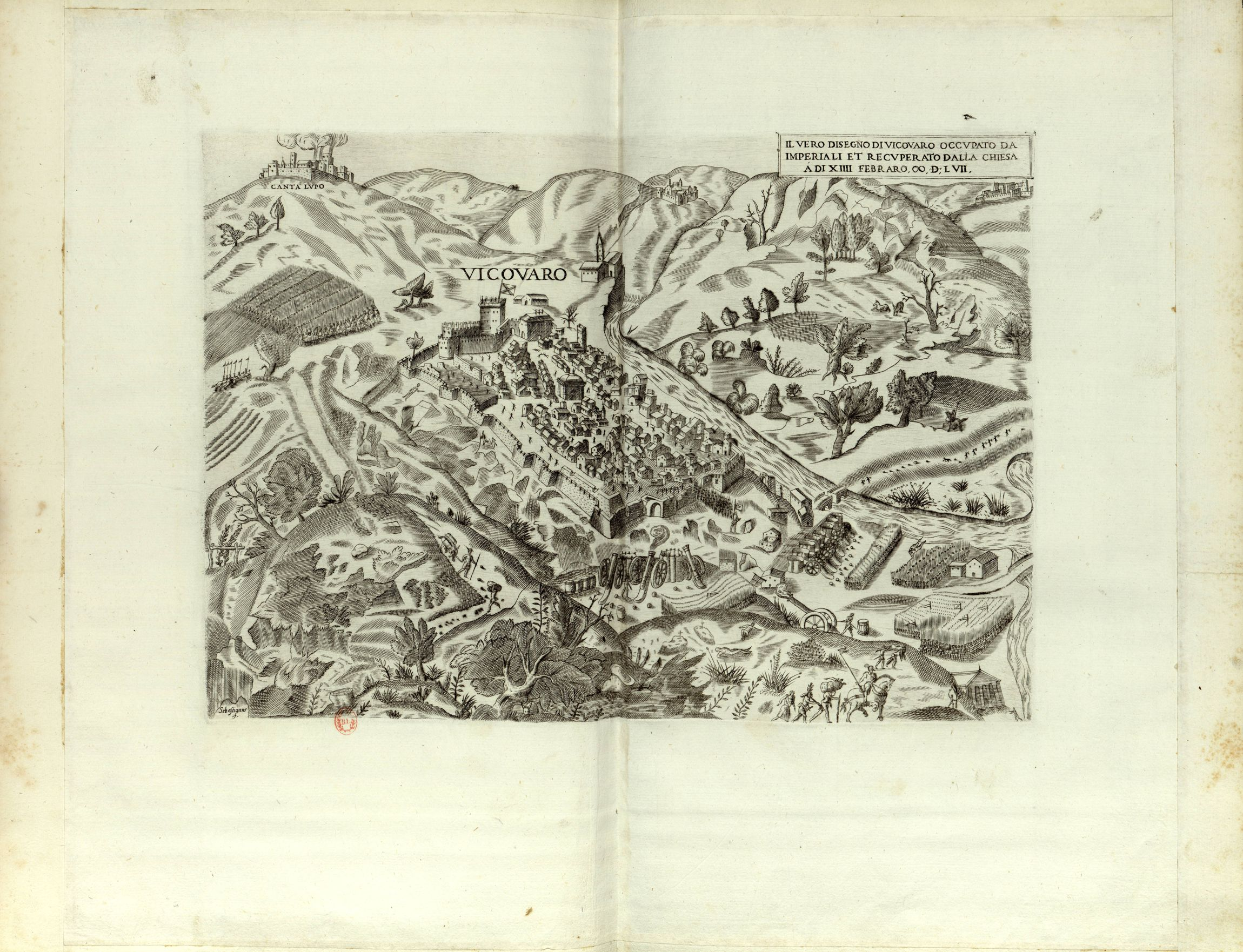
Vue panoramique de la ville de Vicovaro assiégée, 1557.

Vicovaro est une ville située à 35 kilomètres au nord-est de Rome dans la vallée de l'Aniene, à l'entrée des monts Lucrétiliens.

## Histoire
Les premières traces d'habitation de la zone de Vicovaro remontent à l'âge du bronze au Néolithique avec des restes de cette période découverts en 1912. Le nom de la ville provient de la déformation du latin Vicus Varronis, Vicus Vari ou Vicus Valerius, alors que le village est un vicus avant de devenir sous l'empire romain un castra (place fortifiée) au XIe siècle.
En 1140, Vicovaro est une dépendance de l'abbaye San Cosimato voisine puis passe au XIIIe siècle sous le contrôle de la famille Orsini, dont le cardinal Giacomo Orsini vint y trouver refuge en 1378 lors de l'élection tumultueuse du pape Urbain VI.

## Culture
- L'église San Pietro Apostolo datant du XVIIIe siècle.
- L'église San Giacomo Maggiore dite tempietto datant du XVe siècle, présentant un portail renaissance sculpté. Les plans de l'église de forme octogonale ont été commandées par Giovanni Antonio Orsini. Les niches et sculptures basses de la façade sont de Domenico da Capodistria et celles de la partie haute de Giovanni Dalmata.
- Les églises Sant'Antonio abate (XVe siècle), San Sabino, Santa Maria del Sepolcro, San Rocco (Ve et XVIIe siècles), San Salvatore, et Santa Maria delle Grazie.
- Le palais Cenci Bolognetti datant du XIIIe siècle.
- Le couvent San Cosimato datant du VIe siècle.

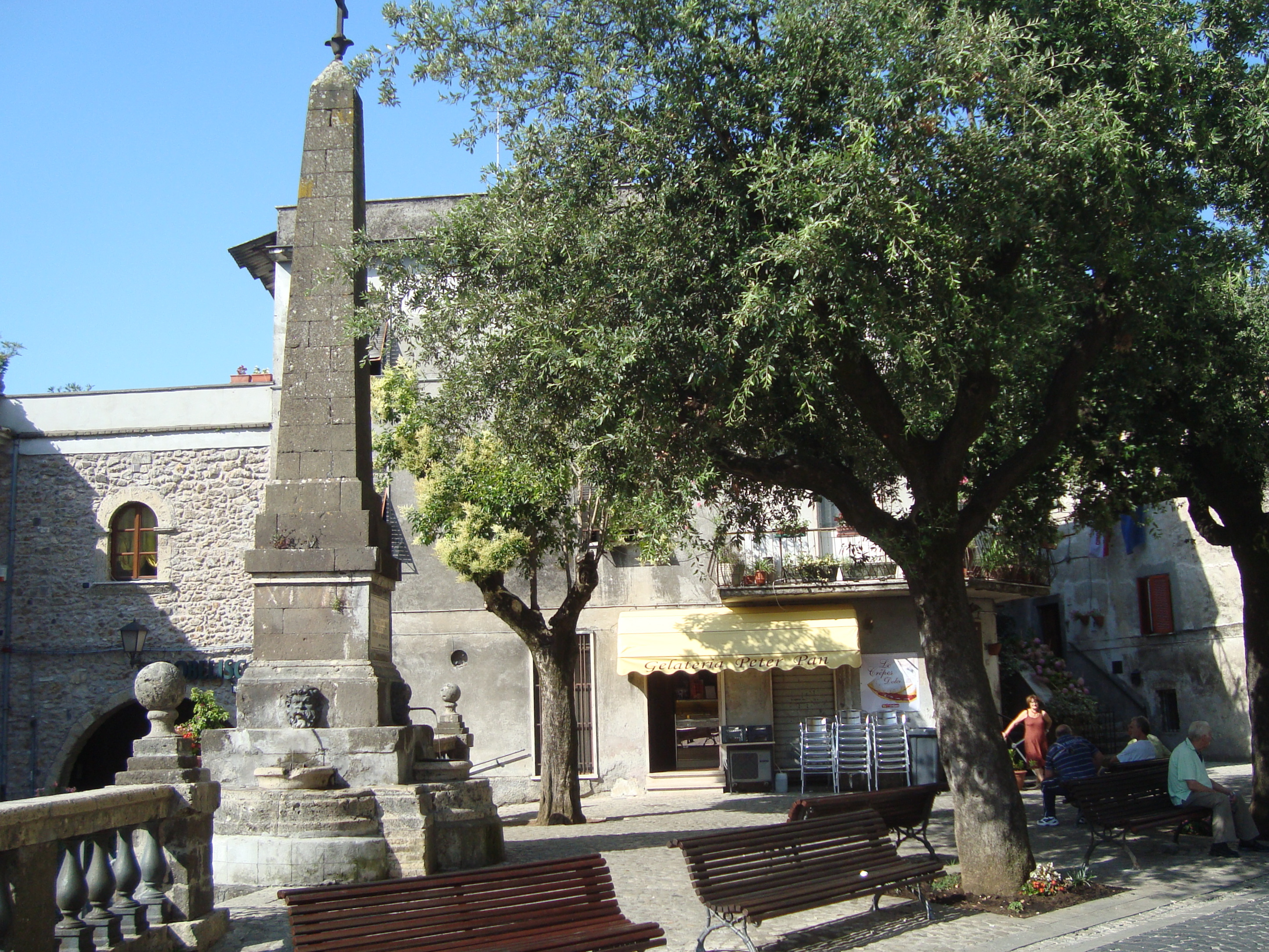
La piazza principal de la vieille ville de Vicovaro.
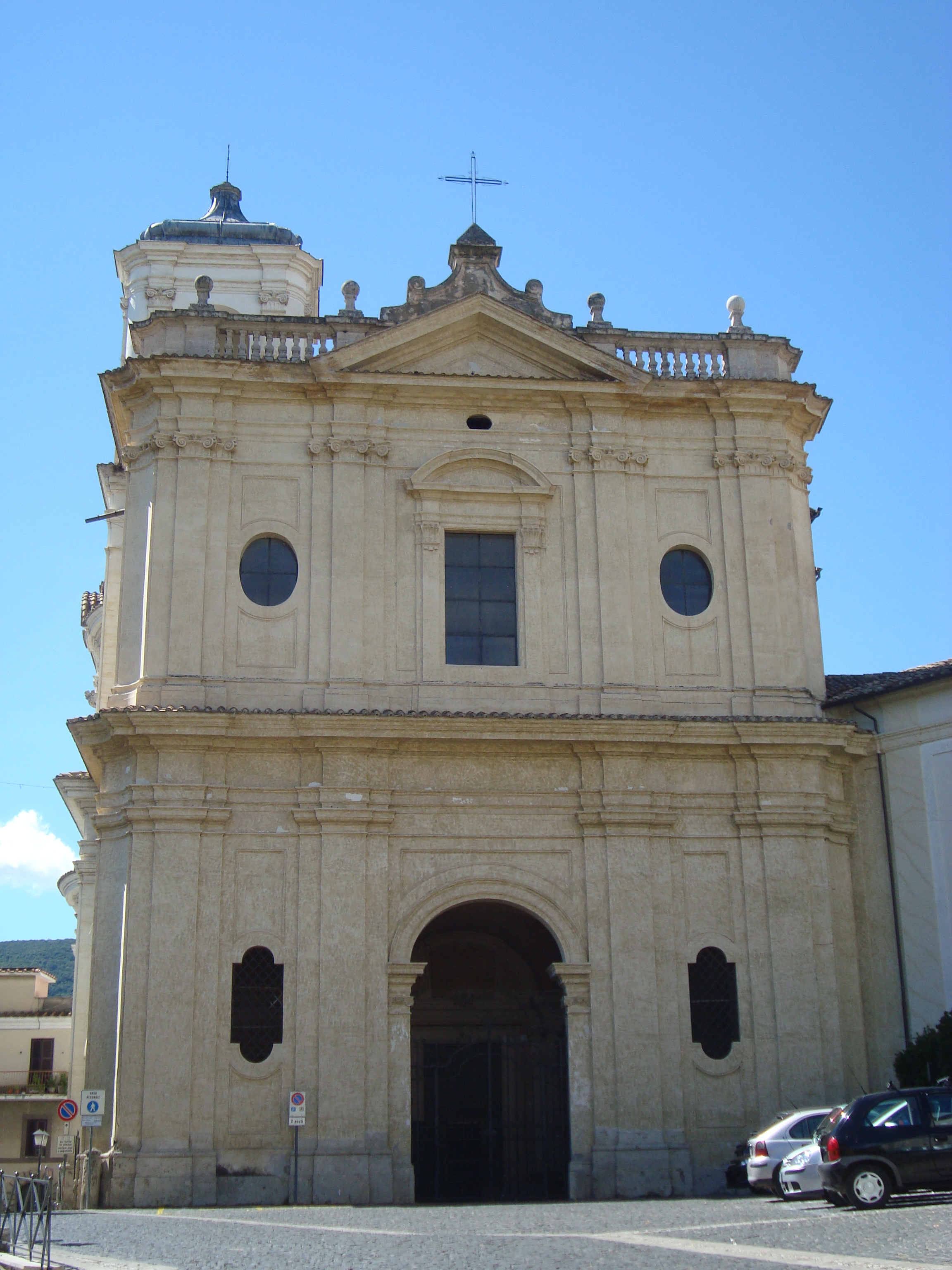
Entrée axial historique de San Pietro Apostolo.
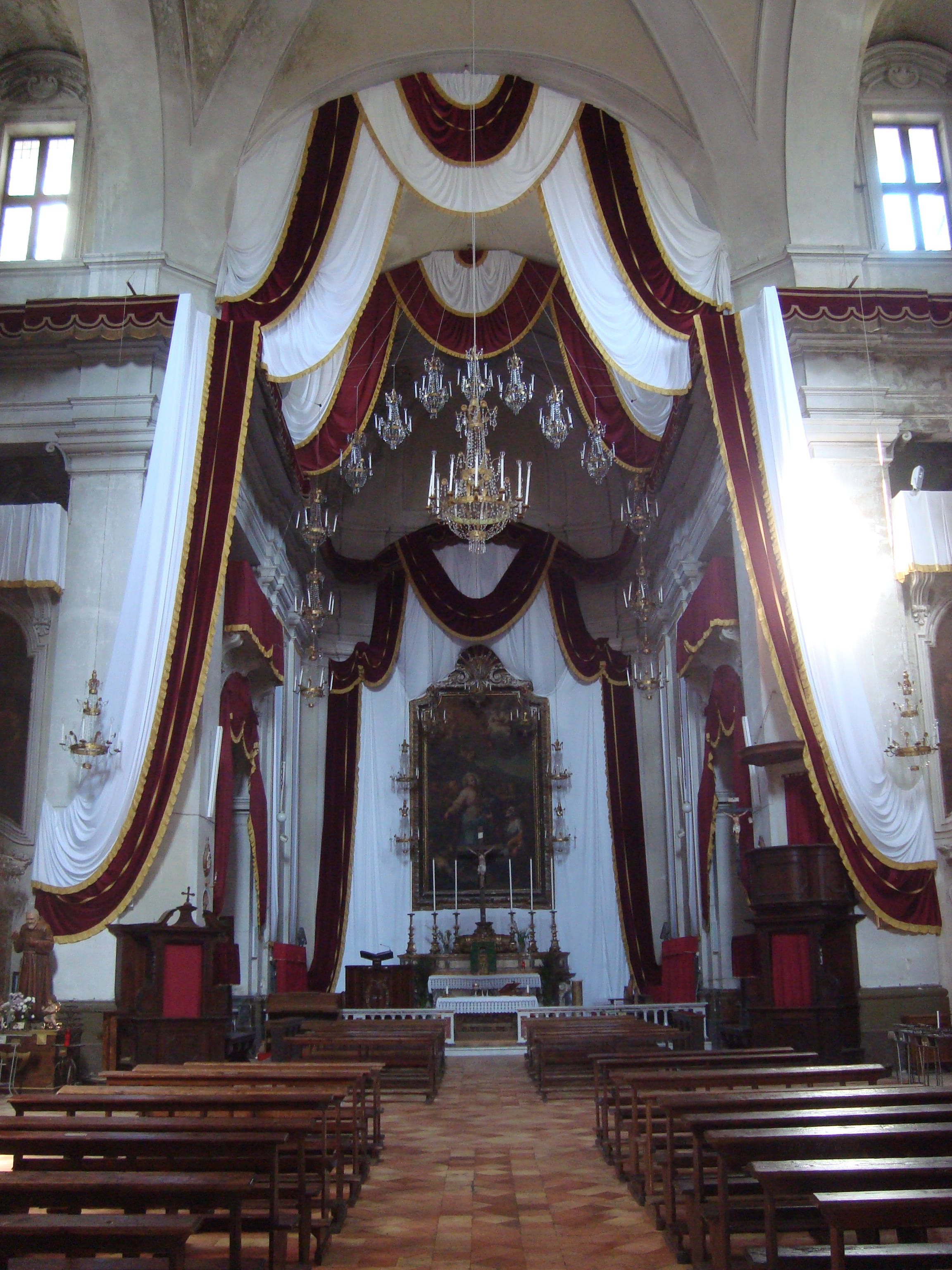
Vue intérieure de San Pietro Apostolo.
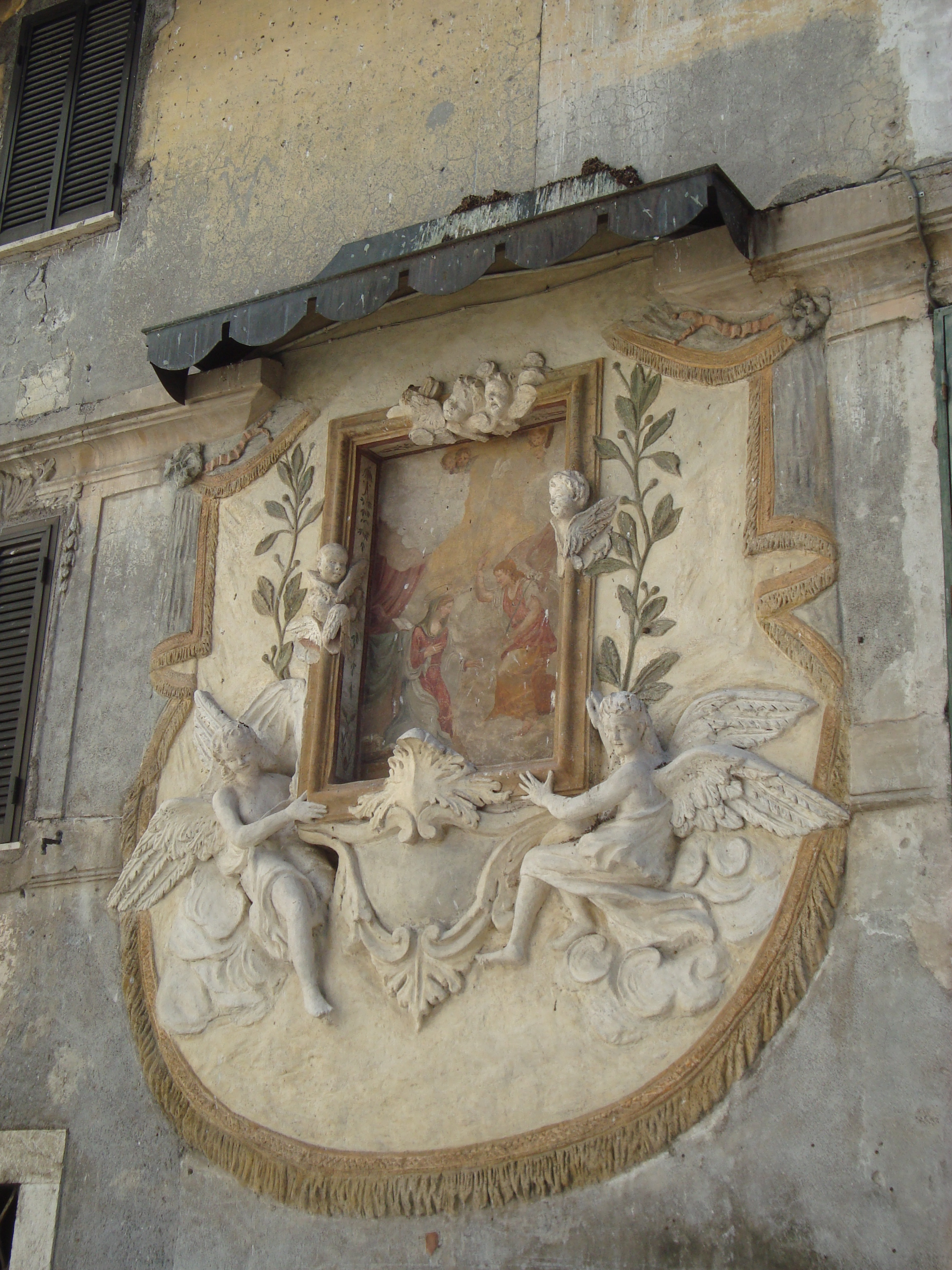
Fesque d'une annonciation sur les murs d'une maison.
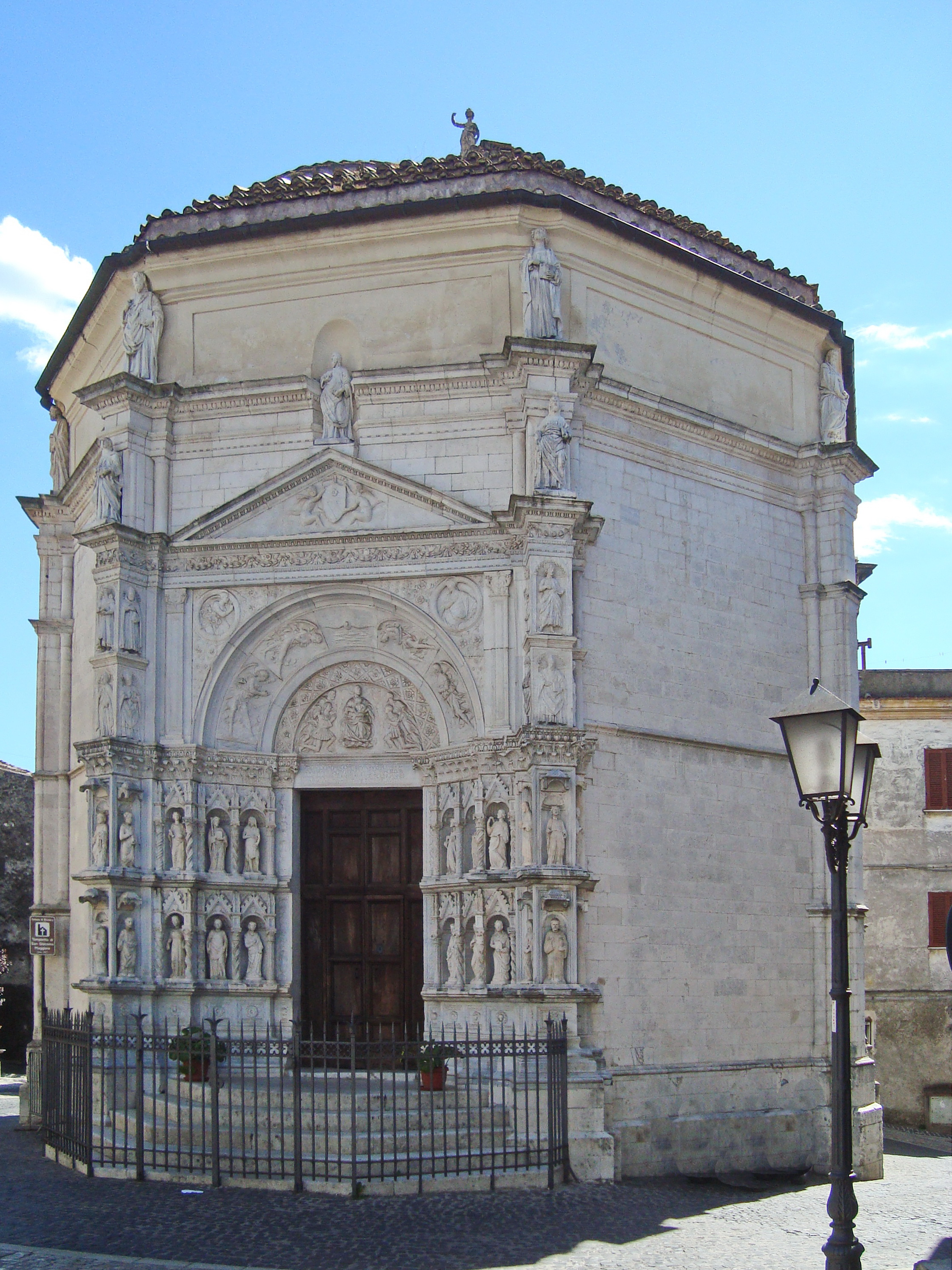
Le tempietto di San Giacomo Maggiore.
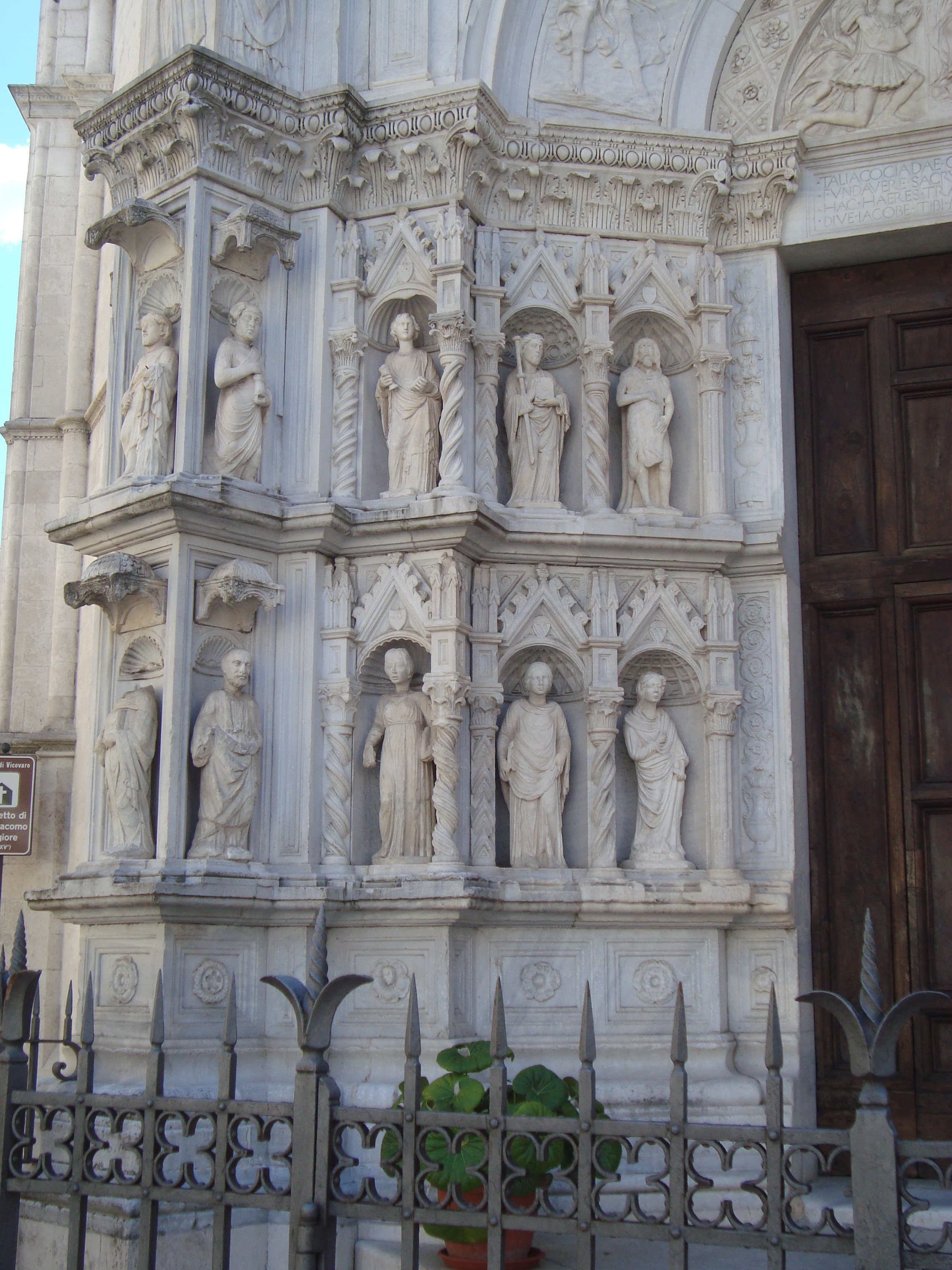
Détail du pilastre gauche du tempietto.
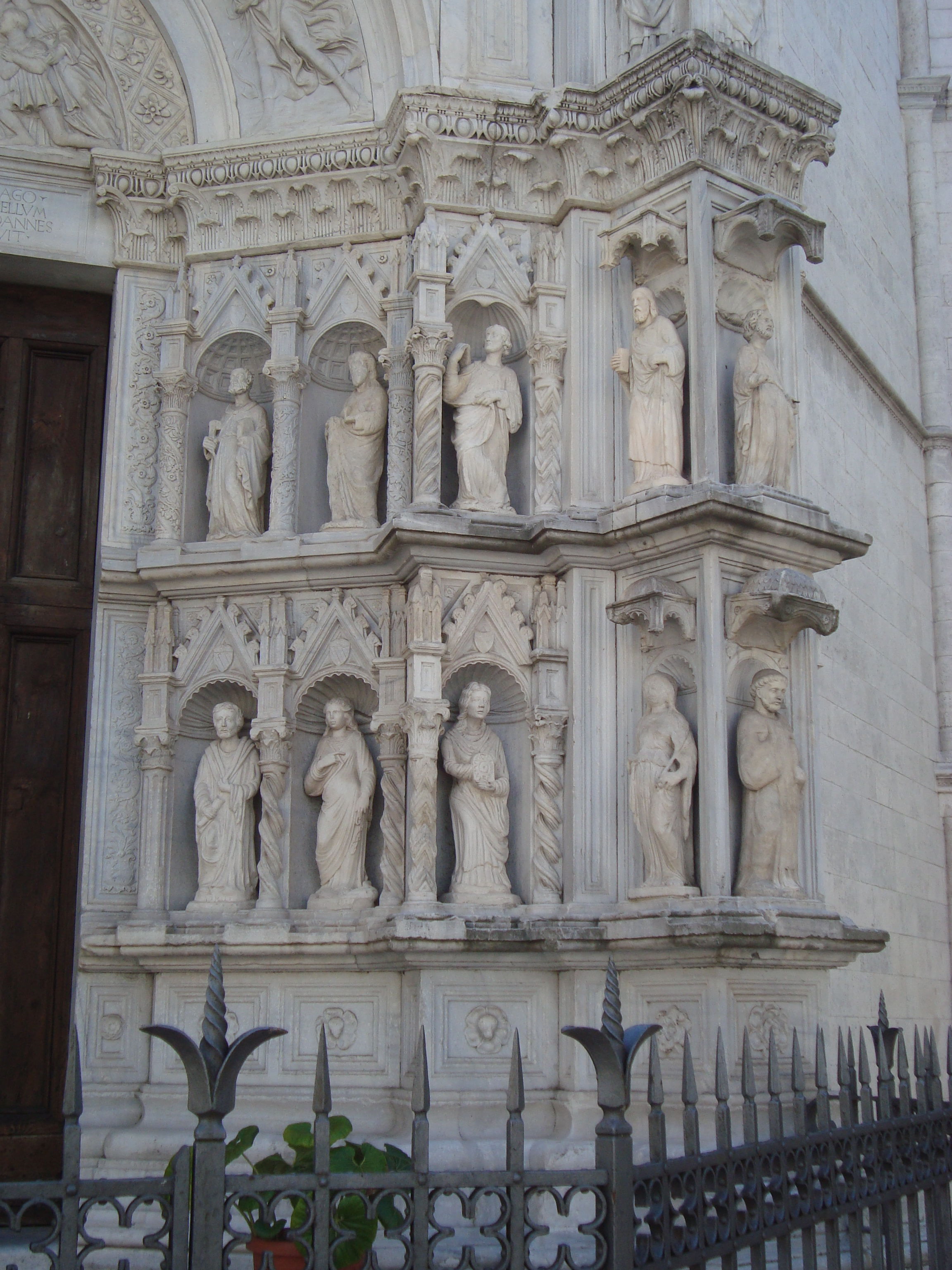
Détail du pilastre droit du tempietto.
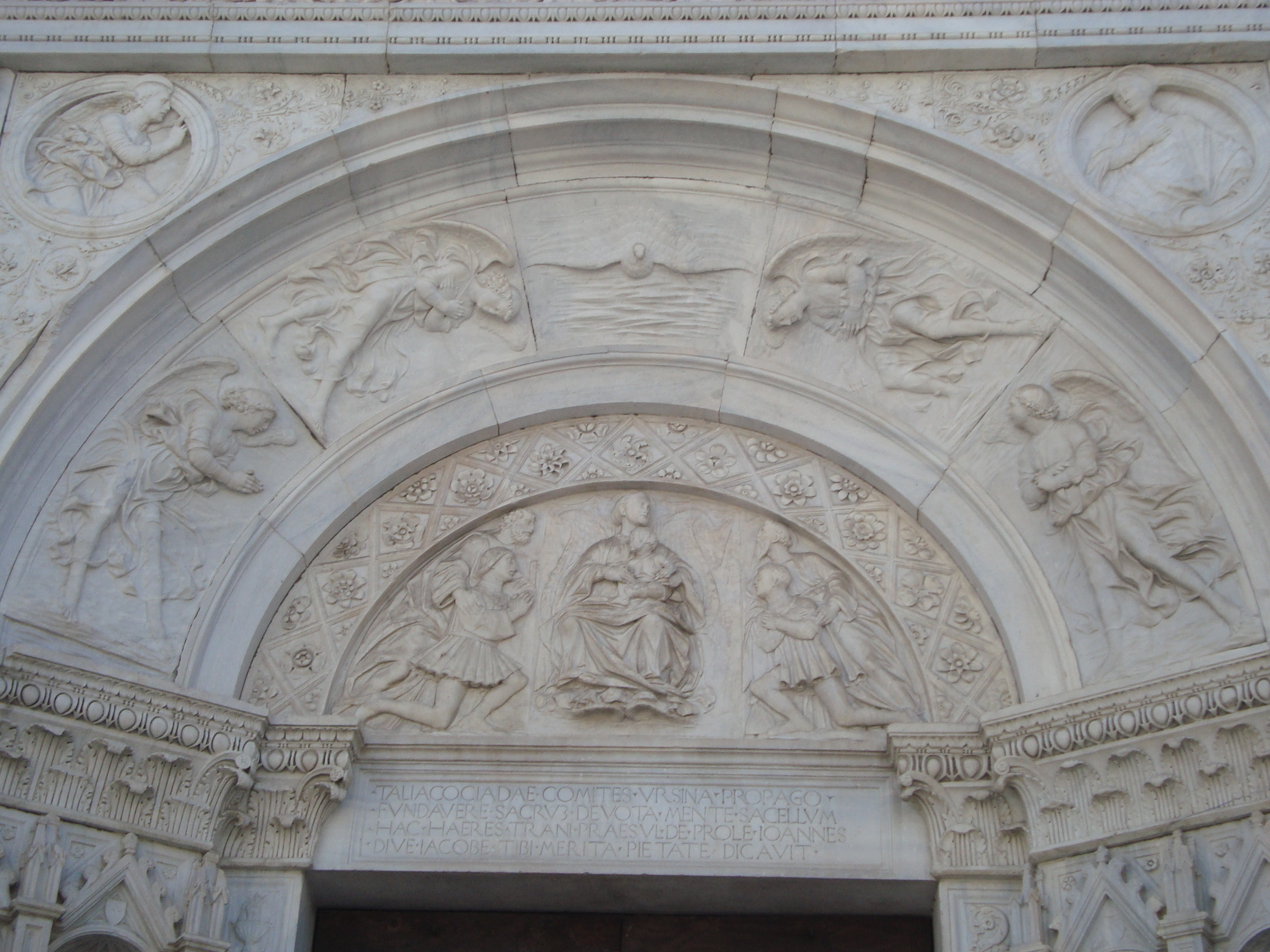
Détail du tympan du tempietto.

## Démographie
Habitants recensés

## Administration
| Période                                  | Période  | Identité        | Étiquette     | Qualité |
| ---------------------------------------- | -------- | --------------- | ------------- | ------- |
| 2009                                     | En cours | Giovanni Sirini | Liste civique |         |
| Les données manquantes sont à compléter. |          |                 |               |         |

### Hameaux
San Cosimato.

### Communes limitrophes
Castel Madama, Mandela, Roccagiovine, Sambuci, San Polo dei Cavalieri, Saracinesco, Tivoli.

## Personnalités liées à la ville
- Marco Antonio Sabellico, historien né à Vicovaro.
- Amedeo Rotondi (pseudonymes : Amadeus Voldben et Vico di Varo), écrivain né à Vicovaro.
- Virginio Rotondi, jésuite né à Vicovaro.
- Horace, poète latin avait sa maison de compagne, centrale dans son œuvre, sur la commune de Vicovaro.